# Pescolanciano
Pescolanciano là một đô thị ở tỉnh Isernia trong vùng Molise, có cự ly khoảng 30 km về phía tây bắc của Campobasso và khoảng 12 km về phía đông bắc của Isernia. Tại thời điểm ngày 31 tháng 12 năm 2004, đô thị này có dân số 961 và diện tích là 34 km².
Đô thị Pescolanciano có các frazione (subdivision) la castagna.
Pescolanciano giáp các đô thị: Agnone, Carovilli, Chiauci, Civitanova del Sannio, Miranda, Pietrabbondante, Sessano del Molise.